# Aliaksandr Usau
Aliaksandr Usau (parfois orthographié Alexandre Usov) est un coureur cycliste biélorusse né le 27 août 1977 à Minsk. Il a été professionnel de 2000 à 2010. Bon sprinteur, il a notamment terminé deuxième du Grand Prix de Plouay 2005. Non conservé par Cofidis en 2010, il rejoint l'équipe ISD Continental.
Après sa carrière cycliste, Aliaksandr Usau devient assistant - masseur au sein de l'équipe suisse professionnelle IAM.

## Palmarès

### Palmarès amateur
- 1996
  - 1re étape du Bałtyk-Karkonosze Tour
- 1998
  - 4e étape du Tour de Franche-Comté
  - 2e étape du Tour d'Ille-et-Vilaine
  - 2e du championnat de Biélorussie sur route
- 1999
  - 6e étape du Ruban granitier breton
  - 5e étape du Tour Nivernais Morvan
  - 3e étape du Tour de Moselle
  - 3e de Paris-Troyes

### Palmarès professionnel
- 2000
  - 10e étape du Tour de l'Avenir
  - 2e du Tour du lac Léman
- 2001
  - 3e et 5e étapes du Tour de Basse-Saxe
  - 1re étape du Tour de l'Avenir
- 2002
  -  Champion de Biélorussie sur route
  - 1re étape du Tour de Poitou-Charentes
  - 2e étape du Tour de l'Avenir
- 2003
  - Trofeo Soller
  - Trofeo Cala Millor
  - 1re étape de la Clásica de Alcobendas
- 2004
  - 5e étape du Tour de la Communauté valencienne
  - Tour de Berne
- 2005
  - 3e étape du Tour de Castille-et-León (contre-la-montre par équipes)
  - 4e étape du Tour de Hesse
  - 1re étape des Boucles de la Mayenne
  - 1re étape du Circuit des Ardennes
  - 2e du Grand Prix de Plouay
  - 2e du Tour du Stausee
  - 3e de Paris-Troyes
  - 3e de la Classic Loire-Atlantique
- 2006
  - 2e du Tro Bro Leon
  - 2e de Paris-Bourges
  - 5e de Paris-Tours
- 2007
  - 4e étape du Tour du Limousin
  - 3e de Paris-Bourges
  - 7e de Paris-Tours
  - 10e de Gand-Wevelgem
- 2008
  - 7e étape du Tour de Langkawi
  - 3e du Tour du Piémont
  - 3e du championnat de Biélorussie sur route
- 2009
  - 3e du Trofeo Cala Millor
  - 3e de Paris-Bourges

## Résultats sur les grands tours

### Tour d'Italie
3 participations
- 2004 : 98e
- 2007 : 106e
- 2008 : 123e

### Tour d'Espagne
3 participations
- 2006 : 89e
- 2007 : 119e
- 2008 : 82e

## Classements mondiaux
| Année                  | 2005 | 2006 | 2007 | 2008 | 2009 | 2010 |
| ---------------------- | ---- | ---- | ---- | ---- | ---- | ---- |
| Classement ProTour     |      | 106e | 99e  |      |      |      |
| Calendrier mondial UCI |      |      |      |      | 252e |      |
| UCI Asia Tour          | 111e |      |      |      |      |      |
| UCI Europe Tour        | 49e  |      |      |      |      | 855e |